# Brugseni
Brugseni o Brugsen es una cadena de supermercados de Groenlandia (en groenlandés: Kalaallit Nunaanni Brugseni AmbA), que fue fundada en 1991 como una unión de cooperativas separadas que datan de 1963.

## Historia y resumen
Las cooperativas anteriores, pero no la empresa actual, se organizaron bajo los auspicios de Coop. Es uno de los tres principales minoristas de la isla junto con Pisiffik de NorgesGruppen y Pilersuisoq de propiedad estatal, y cuenta con 30 000 miembros, más de la mitad de la población de Groenlandia. Opera quince tiendas en siete ciudades principales: Nuuk, Sisimiut, Qaqortoq, Maniitsoq, Paamiut, Narsaq y Nanortalik. La tienda en Maniitsoq experimentó una modernización en 2014 donde, entre otras cosas, se instalaron módulos de paneles solares en el techo. Las tiendas en Nanortalik y Paamiut se equiparon con paneles solares en 2015, después de que la empresa registrara una ganancia de 26 millones de coronas danesas en 2014.
Brugseni fue patrocinador de los Juegos de Invierno del Ártico de 2016.

### Premio del año
Todos los años desde 2011, Brugseni ha otorgado Årets Pris (rremio del año) y 100 000 coronas danesas a una organización o persona que marque una diferencia positiva o promueva una causa. El ganador del primer premio fue un payaso de hospital en el departamento de niños del Hospital Queen Ingrid. En 2012, Kristian Heilmann y Rita Egede  del club deportivo GSS Nuuk ganaron por su trabajo en la promoción del balonmano entre niños y jóvenes. En 2013, el premio se otorgó a dos empresas que trabajan para promover la cocina y los ingredientes de Groenlandia. Los ganadores fueron Hotel Arctic e Ipiutaq Guest Farm. En 2014, la escuela del pueblo de Niaqornaarsuk ganó por crear modelos positivos a seguir. En 2015, los dos campamentos de verano Naalersitaq en Nuuk y Qeqqualerisunngorniat Illukumi en Ikerasaarsuk ganaron por "promover iniciativas innovadoras y respetuosas con el medio ambiente que priorizan un entorno saludable y sostenible para las generaciones futuras".